# 1966 au Québec
Cet article traite des événements survenus en 1966 au Québec. 

## Événements

### Janvier

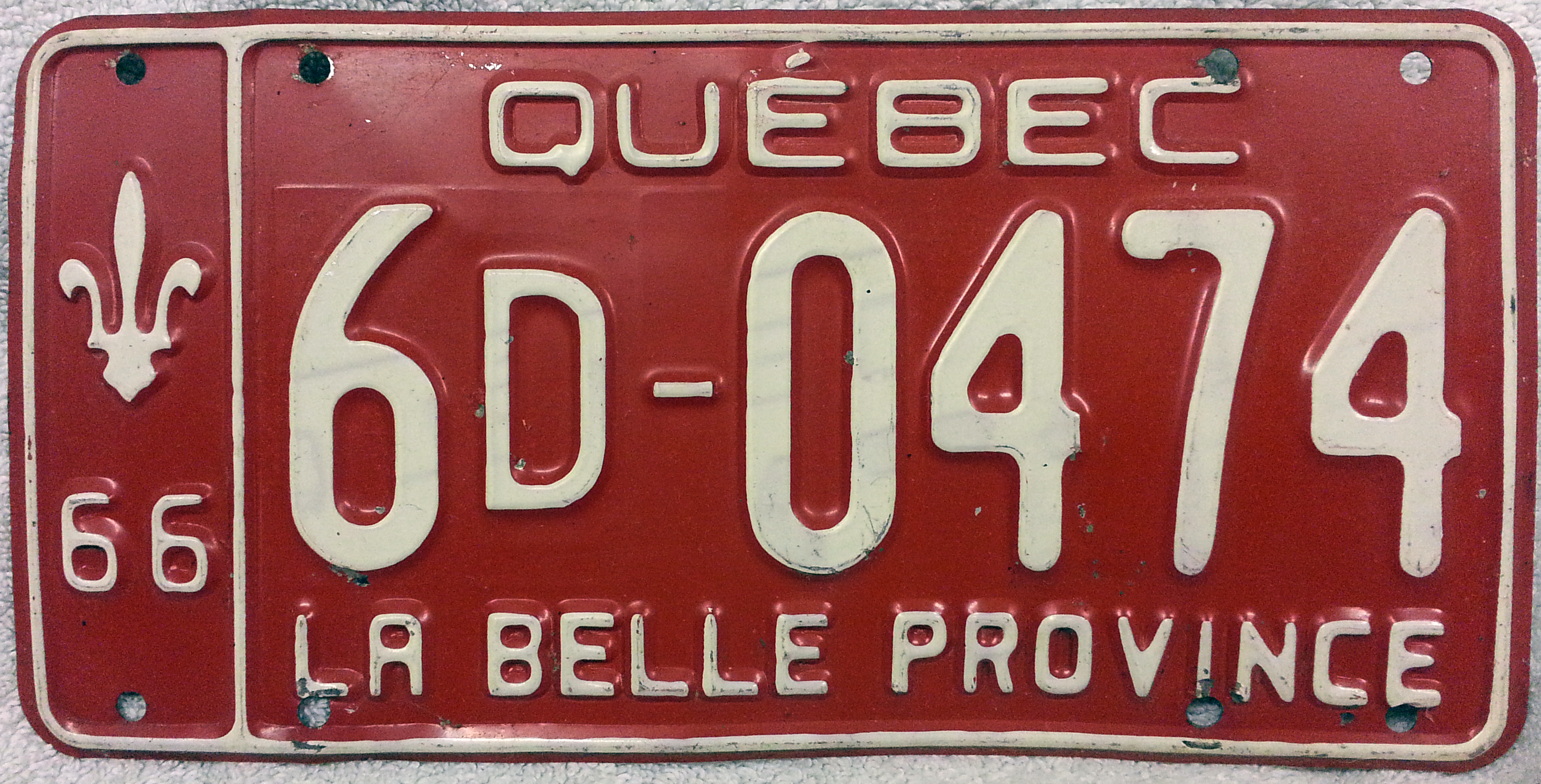
Plaque d'immatriculation du Québec

- 5 janvier : Claude Prieur devient le premier président de la Caisse de dépôt et placement du Québec[1].
- 25 janvier : ouverture de la sixième session de la 27e législature. Le Discours du Trône annonce la création d'un Conseil de recherche scientifique, et d'une Société générale de l'Habitation ainsi que la formation d'un comité chargé d'étudier l'établissement d'un régime complet d'assurance-santé[2].
- 27 janvier : Jean Lesage écarte définitivement la formule Fulton-Favreau, mettant ainsi fin au premier grand projet de réforme de la Constitution de 1867[3].

### Février
- 3 février : Paul Gérin-Lajoie annonce la prochaine création d'une deuxième université francophone à Montréal[4].
- 18 février : mille personnes manifestent contre la présence américaine au Viêt Nam. Parmi elles, se trouvent Gilles Vigneault, Robert Cliche et Thérèse Casgrain[5].
- 21 février :
  - le lieutenant-gouverneur Paul Comtois meurt dans l'incendie de sa résidence du Bois-de-Coulonge à Sillery[3].
  - formation du Ralliement créditiste, filiale du Crédit social de Réal Caouette à Ottawa[6].
- 22 février : Hugues Lapointe est nommé lieutenant-gouverneur[3].
- 25 février : inauguration de l'usine Renault-Peugeot à Saint-Bruno-de-Montarville[7].

### Mars
- 28 mars : Québec signe sa première convention collective avec les 32 000 employés de la fonction publique[8].
- 31 mars :
  - le gouvernement Lesage crée la Commission Rioux, chargée de faire état de l'enseignement des arts au Québec[9].
  - à la suite de la mort de 16 personnes, la brasserie Dow doit mettre fin à ses activités. Une rumeur voulait que la bière vendue par la compagnie soit la cause de ces décès. Dans l'enquête qui suivra, rien n'indiquera sa responsabilité[10].

### Avril
- 1er avril : le Planétarium Dow à Montréal est inauguré[11].
- 8 avril : les policiers de la Sûreté du Québec sont maintenant syndiqués[12].
- 11 avril : première d'Hier, les enfants dansaient, troisième pièce de Gratien Gélinas, à la Comédie canadienne[13].
- 18 avril : Jean Lesage annonce des élections générales pour le 5 juin[14].
- 24 avril : Thérèse Casgrain devient la première présidente de la Fédération des femmes du Québec[15].
- 25 avril : les policiers de la SQ entament leur première grève qui se termine le 1er mai[16].

### Mai
- 5 mai : 
  - une bombe felquiste explose à l'usine de chaussures Lagrenade, tuant sur le coup Thérèse Morin, secrétaire de l'employeur, qui tenait l'engin dans ses mains[17].
  - les Canadiens de Montréal remportent une deuxième Coupe Stanley consécutive en battant les Red Wings de Détroit en 6 parties lors des séries éliminatoires[18].

### Juin
- 3 juin : une charge de dynamite saute à l'aréna Paul-Sauvé lors du dernier rassemblement libéral de la campagne[19].
- 5 juin : l'Union nationale de Daniel Johnson remporte les élections avec 56 députés contre 50 pour le PLQ. Elle n'a cependant obtenu que 40,9 % du vote contre 47,6 % pour les libéraux. Le RIN obtient 8 % du vote et le RN 3,2 %[20].
- 16 juin : le gouvernement de Daniel Johnson est assermenté. Johnson cumule les fonctions de ministre des Richesses naturelles et des Affaires fédérales-provinciales. Parmi les membres de son gouvernement, il faut citer Jean-Jacques Bertrand (Justice et Éducation), Paul Dozois (Finances et Affaires municipales), Gabriel Loubier (Affaires culturelles), Jean-Paul Cloutier (Santé et Bien-être social) et Maurice Bellemare (Travail et Industrie et Commerce)[3].

### Juillet
- 5 juillet : lors de son seizième congrès, la Corporation des Instituteurs et Institutrices du Québec (CIC) devient la Centrale de l'enseignement du Québec (CEQ)[21].
- 15 juillet : grève générale dans les hôpitaux du Québec[22].

### Août
- 3 août : fin de la grève dans les hôpitaux. Il a fallu une menace d'intervention du gouvernement pour faire entériner l'entente[23].
- 21 août : Gilles Grégoire devient le nouveau président du Ralliement national[24].

### Septembre
- 1er septembre : la télévision de Radio-Canada commence à diffuser des émissions en couleur[25].
- 6 septembre : première du feuilleton télévisé Rue des Pignons, mettant en vedette Réjean Lefrançois et Marie-Josée Longchamps[26].
- 7 septembre : Jean-Jacques Bertrand annonce un projet de loi instituant un programme de prêts et bourses pour les étudiants[27].
- 13 septembre : lors d'une conférence fédérale-provinciale sur le régime fiscal à Ottawa, Daniel Johnson réclame 100 % de l'impôt sur le revenu des particuliers, des sociétés et des successions. La formule 100-100-100 est évidemment refusée par le gouvernement fédéral parce que jugée trop exigeante[28].
- 26 septembre : les felquistes Pierre Vallières et Charles Gagnon font du piquetage devant le siège de l'ONU à New-York et entament une grève de la faim afin de faire connaître le mouvement québécois d'indépendance à la communauté internationale. Ils sont arrêtés le lendemain par la police américaine[29].

### Octobre
- 7 octobre : accident d'un autobus, happé par un train de marchandises à Dorion, cause la mort de 21 personnes, dont 19 instantanément[30].
- 11 octobre : première du téléroman Moi et l'autre, mettant en vedette Dominique Michel et Denise Filiatrault[31].
- 14 octobre : inauguration du métro de Montréal[32].

### Novembre
- 28 novembre - Lors d'un discours à l'Université de Montréal, Jean Lesage déclare que le Québec n'a pas les moyens de devenir un État souverain. Il laisse ainsi un message à l'aile nationaliste du Parti libéral qui songerait à lui faire changer son option fédéraliste[33].

### Décembre
- 1er décembre - Le Discours du Trône de la première session de la 28e législature du gouvernement Johnson annonce la création du ministère de la Fonction publique et une loi instituant un "protecteur du citoyen"[34].
- 9 décembre - La loi sur les prêts et bourses aux étudiants est adoptée[35].

## Naissances
- Stéphane Demers (acteur)
- 19 janvier - Sylvain Côté (joueur de hockey)
- 26 janvier - Daniel Berthiaume (joueur de hockey)
- 17 février - Luc Robitaille (joueur de hockey)
- 30 mars - France D'Amour (chanteuse)
- 14 avril - André Boisclair (homme politique)
- 19 avril - David La Haye (acteur)
- 24 avril
  - Pierre Brassard (acteur)
  - David Usher (chanteur)
- 28 avril - Stéphane Richer (joueur de hockey ayant évolué, entre autres, avec les Bruins de Boston)
- 29 avril - Marie Plourde (animatrice de la télévision, chroniqueuse et conseillère municipale)
- 19 mai - Jean-Marie Lapointe (acteur)
- 7 juin - Stéphane Richer (joueur de hockey ayant joué avec les Canadiens, entre autres)
- 14 juin - Isabel Richer (actrice)
- 20 juin - François Morency (humoriste)
- 26 juin - Caroline Proulx (animatrice et femme politique)
- 25 juillet - Lynda Lemay (chanteuse)
- 20 août - Steven Finn (joueur de hockey)
- 8 septembre - Joël Legendre (acteur, animateur, chanteur et metteur en scène)
- 17 septembre - Stéphane Rousseau (humoriste et acteur)
- 7 octobre - Vincent Marissal (journaliste et homme politique)
- 9 octobre - Eric Girard  (homme politique)
- 28 octobre - Benoît Hogue (joueur de hockey)
- 18 novembre - Charlotte Laurier (actrice)
- 21 novembre - José Charbonneau (joueur de hockey)
- 22 novembre - Jean-Michel Anctil (humoriste)
- Décembre - François Massicotte (acteur et humoriste)
- 10 décembre - Jean-François Simard (enseignant et homme politique)
- 24 décembre - François Papineau (acteur)
- 27 décembre - Guy Jodoin (acteur et animateur de la télévision)

## Décès
- Roméo Boucher (homme de sciences) (º 22 avril 1895)
- 29 janvier - Pierre Mercure (compositeur) (º 21 février 1927)
- 21 février - Paul Comtois (lieutenant-gouverneur du Québec) (º 22 août 1895)
- 11 mars - Paul-Émile Rochon (médecin) (º 7 octobre 1878)
- 4 juillet - Georges Dumont (homme politique) (º 25 juin 1898)
- 17 août - Jean-Yves Bigras (réalisateur) (º 19 mai 1919)
- 22 septembre - Joseph-Alfred Langlois (personnalité religieuse) (º 4 septembre 1878)
- 2 octobre - Joseph-Papin Archambault (jésuite et éducateur) (º 1880)

## Sources et références
1. ↑  Bilan du Siècle
2. ↑  Louis a Rochelle. En flagrant délit de pouvoir. Boréal. 1982. p. 81
3. 1 2 3 4  « Chronologie parlementaire 1965-1966 » (consulté le 7 avril 2009)
4. ↑  Marcel Thivierge. Gérin-Lajoie: une 2e université française et un système d'écoles neutres. Le Devoir. 4 février 1966. p. 1, 6
5. ↑  Bilan du Siècle
6. ↑  Gilles Lesage. Ralliement des créditistes: 75 candidats brigueront les suffrages aux prochaines élections provinciales. Le Devoir. 22 février 1966. p. 3, 2
7. ↑  Jean-V. Dufresne, « On inaugure la chaîne de montage Renault-Peugeot à Saint-Bruno », Le Devoir,‎ 26 février 1966, p. 1
8. ↑  « Au sujet des fonctionnaires, on ne parlera plus de crèche », déclare M. Lesage en signant hier les contrats collectifs. Le Devoir. 29 mars 1966. p. 1
9. ↑  Bilan du Siècle
10. ↑  Bilan du Siècle
11. ↑  Bilan du Siècle
12. ↑  Appui FTQ-CSN. L'association de la PP est accréditée; l'agent Vachon au tribunal disciplinaire. Le Devoir. 9 avril 1966. p. 1
13. ↑  Éric Bédard, Chronique d'une insurrection appréhendée, Québec, Septentrion, 2020, p. 15.
14. ↑  Louis La Rochelle. En flagrant délit de pouvoir. Boréal Express. Montréal. 1982. p. 81
15. ↑  Bilan du Siècle
16. ↑  M. Wagner refuse d'adresser la parole à l'agent Arthur Vachon. Le Devoir. 26 avril 1966. p. 1, 6
17. ↑  Louis Fournier. FLQ. Québec-Amérique. 1982. p. 129
18. ↑  Conquête de la Coupe Stanley par le Canadien de MOntréal
19. ↑  Louis Fournier. FLQ. Québec Amérique. Montréal. 1982. p. 129
20. ↑  Voir l'article Élection générale québécoise de 1966
21. ↑  Jules Leblanc. La CIC fait sauter le mot catholique de son nom mais garde son caractère confessionnel. Le Devoir. 6 juillet 1966. p. 1, 2
22. ↑  Pierre Godin. Daniel Johnson tome 2. Éditions de l'Homme. 1980. p. 152
23. ↑  Jean Francoeur. Le travail reprend dans les hôpitaux. La session spéciale est contremandée. Le Devoir. 4 août 1966. p. 1, 2
24. ↑  Jean V. Dufresne, « Élu chef du RN, Gilles Grégoire affirme sa foi en l'indépendance », Le Devoir,‎ 22 août 1966, p. 1
25. ↑  Bilan du Siècle
26. ↑  Bilan du Siècle
27. ↑  « Le gouvernement étudiera à la prochaine session un nouveau projet sur l'aide aux étudiants », Le Devoir,‎ 8 septembre 1966, p. 8
28. ↑  En flagrant délit de pouvoir, p. 94
29. ↑  FLQ, p. 136
30. ↑  Bilan du Siècle
31. ↑  Bilan du Siècle
32. ↑  Bilan du Siècle
33. ↑  Michel Roy. Lesage chez les étudiants de l'Université de Montréal. Le Québec n'a pas les moyens de devenir un État souverain. Le Devoir. 29 novembre 1966. p. 1, 6
34. ↑  En flagrant délit de pouvoir, p. 95
35. ↑  Le nouveau régime d'aide aux étudiants est en vigueur. Le Devoir. 10 décembre 1966. p. 7

### Articles généraux
- Chronologie de l'histoire du Québec (1960 à 1981)
- L'année 1966 dans le monde
- 1966 au Canada

### Articles sur l'année 1966 au Québec
- Élections générales québécoise de 1966
- Gouvernement Daniel Johnson (père)